# Gustaf af Nordin
Ej att förväxla med kanotisten Gustaf Nordin (1871-1961).
Gustaf af Nordin, född 6 december 1799, död 17 september 1867, var en svensk diplomat, general, genealog och heraldiker.

## Biografi

### Uppväxt, utbildning
Gustaf af Nordin var son till biskop Carl Gustaf Nordin och Margareta Elisabet Clason, vars far var brukspatron vid Graninge bruk. Han föddes på Stenhammar gård vid Härnösand i faderns tredje äktenskap, som femte barnet av åtta, och blev 1807 adopterad på sin farbroders adliga namn af Nordin. Vid femton års ålder blev han kadett vid Karlberg, 1827 fänrik vid Andra Livgardet, 1822 löjtnant där, men blev 1825 förflyttad till generalstaben som kapten. 1833 fick han  majors namn, 1845 blev han överste vid generalstaben och 1848 fick han generalmajors namn.

### Diplomati
Hans diplomatiska bana började 1826, då han sändes som attaché till Sankt Petersburg. Han bevistade där kröningen av Nikolaj I av Ryssland. Året därpå var han riksståthållaren greve Baltzar von Platens adjutant i Norge för att 1828 hamna på Konungens kabinett för den utrikes brevväxlingen som andre sekreterare. 1833 utsågs han till kammarherre.
1838 blev han utsedd till chargé d'affaires vid Sveriges beskickning i Washington, D.C. vid USA:s regering och var samma år ambassadkavaljer vid kröningen av Viktoria av Storbritannien. Efter sju år på posten i USA utnämndes af Nordin till Sveriges envoyé extraordinarie et ministre plénipotentiaire i Ryssland. Han hemkallades därifrån på egen begäran 1856.
Tillbaka i Sverige förordnades af Nordin 1859 att vara kungens förste befullmäktige ombud vid kongressen i Paris. 1848 köpte han Forsbacka bruk av sin kusin som gjort konkurs, men överlät skötseln till en förvaltare. Han var under sin samtids diskussioner omkring statsskicket motståndare till representationsreformen.
af Nordin invaldes 1853 som hedersledamot i Kungliga Vitterhets Historie och Antikvitets Akademien, och var dess preses 1857 och 1861.
Han var riddare och kommendör av Kungl. Maj:ts orden, riddare av Sankt Annas ordens första klass, riddare av Svärdsorden och kommendör med stora korset av Nordstjärneorden.

### Äktenskap

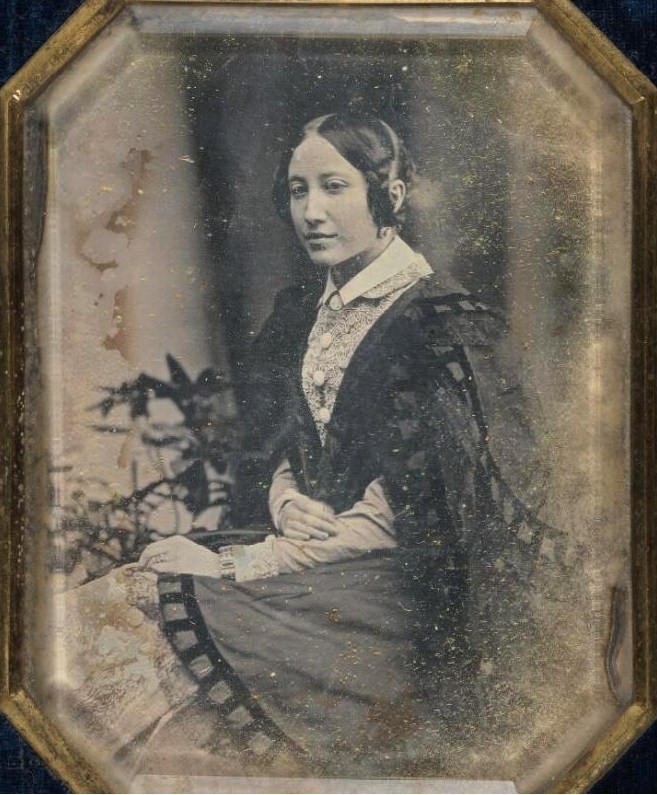
Helena Sergeinowa Scherbathoff (1826–1855).

af Nordin gifte sig den 9 augusti 1846 i Sankt Petersburg med den ryska furstinnan Elena Sergejnova Sjtjerbatova (1826–1855), dotter till fursten Sergej Grigorevitj Shcherbatov (1779–1855) och furstinnan Anna Michailovna Chilkova (1799–1868). Genom sitt äktenskap med den ryska furstinnan kom af Nordin i besittning av en stor förmögenhet. Deras enda barn, Olga Anna Margareta (1847–1895), var gift med greve Carl Gustaf Conrad Erik Lewenhaupt.

## Utmärkelser
- Kungliga Serafimerorden
- Kommendör med stora korset av Nordstjärneorden
- Sankt Annas orden, första klass

[Redigera Wikidata]